# قطع الحاسر (الشعر)

تعديل مصدري - تعديل

قطع الحاسر محلة تابعة لقرية الشر يحيين، التابعة لعزلة الا ملؤك بمديرية الشعر إحدى مديريات محافظة إب في الجمهورية اليمنية، بلغ تعداد سكانها 29 حسب تعداد اليمن لعام 2004.